# 大塚与三衛門
大塚 与三衛門（おおつか よさえもん）は、戦国時代の出雲国の武将。尼子義久の家臣。
月山富田城の戦いの最中、1566年（永禄9年）に尼子氏の忠臣であった宇山久兼が毛利方に寝返ろうとしていると讒言し、死に追いやった。城内は混乱状態となったため、与三衛門の仕業であると気がついた重臣・大西高由によって斬殺された。